# Nylandssjön (Nora socken, Ångermanland)
Nylandssjön är en sjö i Kramfors kommun i Ångermanland och ingår i Nätraån-Ångermanälvens kustområde. Sjön har en area på 0,223 kvadratkilometer och ligger 89,8 meter över havet. Sjön avvattnas av vattendraget Skullerstabäcken.

## Delavrinningsområde
Nylandssjön ingår i det delavrinningsområde (697470-160976) som SMHI kallar för Utloppet av Skullerstasjön. Medelhöjden är 116 meter över havet och ytan är 10,75 kvadratkilometer. Det finns inga avrinningsområden uppströms utan avrinningsområdet är högsta punkten. Avrinningsområdets utflöde Skullerstabäcken mynnar i havet. Avrinningsområdet består mestadels av skog (71 procent) och öppen mark (10 procent). Avrinningsområdet har 0,79 kvadratkilometer vattenytor vilket ger det en sjöprocent på 7,3 procent.